# Dayia grantii
Dayia grantii är en blågullsväxtart som beskrevs av J. M. Porter. Dayia grantii ingår i släktet Dayia, och familjen blågullsväxter. Inga underarter finns listade i Catalogue of Life.